# Civilization IV
Civilization IV (укр. Цивілізація IV) — відеогра жанру глобальної стратегії, четверта основна гра серії Цивілізацій, що розробляються під проводом Сіда Меєра компанією Firaxis Games, дизайнер — Сорен Джонсон. 
Реліз гри у Північній Америці відбувся 25 жовтня 2005, в Європі —  4 листопада 2005. До гри було випущено три аддони, останній — 22 вересня 2008. В оригінальній версії гра одразу вийшла п'ятьма мовами: англійською, іспанською, французькою, німецькою та італійською. Пізніше була перекладена китайською, російською, японською, польською та фінською мовами.
Традиційно для серії, гравцеві потрібно провести обрану цивілізацію від племінного ладу до 2050 року, розвиваючи науку та культуру, засновуючи міста та колонії, будуючи шляхи та чудеса світу, ведучи війни та дипломатичні перемовини.

## Ігровий процес

Грецька цивілізація в античну епоху

### Основи
У Civilization IV гравець керує розвитком обраної нації(цивілізації), розширюючи її кордони, розвиваючи культуру і науку, турбуючись про добробут населення і змагаючись з іншими націями. Кожна з націй має свої особливості: по дві унікальні переваги, дві стартові технології, та унікального юніта (воїна чи будівельника). Більшість націй мають два правителя на вибір, який визначає переваги.
Гра відбувається впродовж ходів на карті світу, поділеній на квадратні клітинки. Це перша гра серії, яку зреалізовано в 3D-графіці. За замовчуванням по горизонталі є три фіксовані точки погляду: справа (+45°), по центру і зліва (-45°), по вертикалі — плавна зміна кута та висоти. Існує можливість увімкнути режим вільної камери (англ. fly camera), за якого зміна кута по горизонталі теж стає довільною.
Перемоги можливі різних видів: за очками (набрати найбільше очок до 2050 року), військова (знищити всі інші нації), територіальна (володіти 25 % світового населення чи 56 % суші), культурна (мати 3 міста з максимальним рівнем культури), дипломатична (домогтися обрання світового лідера і прийняття всіма дипломатичних угод).

### Розвиток нації
Кожна нація має кілька основних ресурсів: їжа, виробництво, золото, популярність міст, наука, здоров'я, щастя, темпи народження геніїв. Основою нації є міста, що поширюють навколо зону впливу, у якій можливо добувати з клітинок ресурси і зводити споруди. Особливі споруди, чудеса світу, унікальні на весь світ та дають особливі переваги. Так, Велика бібліотека дозволяє переймати технології в інших націй. Порівняно з попередниками, в цій грі більше розкрито та деталізовано обрахунки різноманітних ігрових процесів. В спливаючих підказках деталізовано майже всі коефіцієнти, які в підсумку дають кінцеве число: кількість очок виробництва, ймовірність успішної атаки, очки науку тощо. Завдяки цьому мікро-менеджмент став значно легшим.
З'явилася концепція релігій, які дають приблизно рівні бонуси націям, де вони засновані та розповсюдженні: Буддизм, Індуїзм, Іслам, Конфуціанство, Таоїзм, Християнство, Юдаїзм. Міста, що сповідують офіційну державну релігію, значно розширюють свою зону впливу і отримують бонуси. Крім того, з націями, які сповідують іншу релігію, легше почати війну.
Додатково на гру впливають так звані парадигми, що складаються з суспільного строю і форми правління. Так, деспотизм зменшує витрати держави, а загальне виборче право сприяє розвитку міст. Рабовласництво дещо зменшує витрати і прискорює будівництво, а рівноправ'я дає зменшення затрат і подвоює зростання населення.
Вперше в серії стало можливим перейти в редактор карт безпосередньо під час гри, а з редактора перейти у режим гри, що зручно при створені власних карт та сценаріїв. Завдяки мові програмування Python виникла можливість створення своїх сценаріїв та модифікацій, які кардинально відрізняються від оригінальної гри. Деякі з цих модифікацій, створених гравцями по всьому світу, були включенні в останній додаток «На вістрі меча», зокрема популярний мод Rhye's and Fall of Civilization.
Військові юніти під час битв отримали можливість накопичувати свій індивідуальний досвід. При досягненні певного рівня досвіду воїн здатний отримати певні нові навички та покращити свої характеристики. Залежно від успіхів гравця, нація крім того періодично породжує геніїв: знаменитих художників, інженерів, науковців. Геній допомагає побудувати в місті якийсь важливий об'єкт, почати культурну революцію або заснувати новий торговий шлях, а також поповнює казну. Робітникам можна задати алгоритм дій, які вони будуть виконувати автоматично. Наприклад, прокладати дороги чи будувати вдосконалення клітинок.

### Нації
- Американці — відпочатку мають технології землеробства і риболовства. Унікальний юніт — «морський котик», що замінює стандартного десантника на пізніх етапах гри. Теодор Рузвельт розвиває виробництво і сприяє організації. Джордж Вашингтон сприяє розвитку фінансової сфери та організації.
- Англійці — володіють риболовством і добування руди. Унікальний юніт — «червоний мундир» замість стрільця, що особливо ефективний проти ворожих стрільців. Єлизавета I розвиває фінанси і філософію. Вікторія є покровителькою фінансування і експансії нації.
- Араби — мають технології містики та колеса. Унікальний юніт — лучник на верблюді замість кінного лучника, який вирізняється силою атаки. Єдиний правитель Саладин дає переваги в духовності й філософії.
- Ацтеки — володіють містикою і полюванням. Унікальний юніт — «ягуар» замість мечника. Правитель Монтесума сприяє військовій справі і фінансуванню.
- Греки — мають мисливство і рибальство. Мають фалангіта замість списоносця, який сильний в обороні. Александр Македонський розвиває військову справу і філософію.
- Єгиптняни — мають знання землеробства і колеса. Особливий вид військ — бойова колісниця замість простої, яка ігнорує перший постріл ворожих лучників. Хатшепсут розвиває духовність і мистецтва.
- Індійці — знають містику і добування руди. Володіють швидкісними робітниками. Ашока укріплює духовність та організацію. Махатма Ганді ж розвиває духовність і промисловість.
- Інки — володіють землеробством і містикою. Унікальний боєць — кечуа замість простого воїна, повільні, проте закріплюються на завойованій території. Уайна Капак дає цій цивілізації агресію і розвиток фінансів.
- Іспанці — знають містику і рибальство. Мають конкістадорів замість лицарів, які ефективні проти бійців ближнього бою. Правителька Ізабелла I розвиває духовність з експансією.
- Китайці — відпочатку знають землеробство і добування руди. Мають бійців чо-ко-ну замість арбалетників, які завдають подвійного першого удару. Мао Цзедун розвиває філософію і організацію. Цинь Ші-Хуанді сприяє фінансуванню і промисловості.
- Малійці — володіють колесом і добуванням руди. Унікальний юніт — стрілець дротиками замість лучника. Манса Муса розвиває духовність і фінанси.
- Монголи — знають полювання і колесо. Мають кешиків, які замінюють лучників. Чингісхан є покровителем агресії й експансії. Хубілай — агресії та мистецтва.
- Німці — знають полювання і добування руди. Унікальний юніт — панцер замість танка, ефективний проти танків. Отто фон Бісмарк дає розвиток промисловості й експансію. Фрідріх Великий — творчості та філософії.
- Перси — відпочатку знають землеробство і полювання. Володіють «безсмертними» замість колісниць, що ефективні проти лучників. Монарх Кір Великий сприяє організації й експансії.
- Римляни — знають рибальство і добування руди. Унікальний юніт — преторіанець, що замінює мечника і вирізняється силою атаки. Юлій Цезар дає експансію й організацію.
- Росіяни — мають мисливство і добування руди. Унікальний боєць — козак замість вершника. Петро I розвиває філософію та експансію. Катерина II — мистецтво і фінанси.
- Французи — мають технології землеробства і колеса. На озброєнні мають мушкетерів замість аркебузерів, які вирізняються швидкістю руху. Людовік XVI розвиває мистецтво і організацію. Наполеон Бонапарт дає переваги в агресії й промисловості.
- Японці — знають колесо і рибальство. Мають самураїв, які замінюють булавоносців. Правитель Токуґава Ієясу дає експансію і організацію.

## Доповнення
Окрім власне Civilization IV, щороку випускалося по доповненню(аддону), загалом було випущено три додатки для PC-платформ.
| Назва                         | Англійською мовою                 | (англ.)         | Дата          | Відмінності |
| ----------------------------- | --------------------------------- | --------------- | ------------- | --- |
| Цивілізація 4                 | Civilization IV                   | CIV IV          | Жовтень 2005  | Власне оригінальна гра |
| Цивілізація 4: Воєначальники  | Civilization IV: Warlords         | CIV IV Warlords | Липень 2006   | Додано: 6 нових націй, чудес світу, та з'явився новий тип видатних людей: воєначальники; З'явилася васальна залежність. |
| Цивілізація 4: На вістрі меча | Civilization IV: Beyond the Sword | CIV IV BtS      | Липень 2007   | Включає в себе всі нововведення «Воєначальників». В грі з'явилися випадкові події та квести. Додано так званий «пізній старт». 10 нових націй, по одній унікальні будівлі в кожної нації. 11 оригінальних сценаріїв, деякі з яких виходять за рамки власне стратегії. |
| Цивілізація 4 Колонізація     | Civilization IV: Colonization     | CIV IV Col      | Вересень 2008 | Час розвитку звузився до Доби великих географічних відкриттів, завдяки чому більш детально відтворено особливості періоду колонізації Нового світу. Міста мають 9 оброблюваних клітинок, замість стандартних 21-єї.                                                   |